# Lophotriccus vitiosus
Lophotriccus vitiosus là một loài chim trong họ Tyrannidae.